# Kradibia commuta
Kradibia commuta är en stekelart som beskrevs av Wiebes 1993. Kradibia commuta ingår i släktet Kradibia och familjen fikonsteklar.
Artens utbredningsområde är:
- Filippinerna.
- Taiwan.

Inga underarter finns listade i Catalogue of Life.